# Elchonon Wasserman
Elchonon Bunim Wasserman (en hebreo: אלחנן בונים וסרמן) fue un destacado rabino y rosh yeshivá en la Europa anterior a la Segunda Guerra Mundial, fue uno de los estudiantes más cercanos del rabino Israel Meir Kagan (el autor del Chofetz Chaim) y un destacado Talmid Jajam. En el período de entreguerras, sirvió como rosh yeshivá de la Yeshivá Ohel Torah-Baranovich, ubicada en la ciudad de Baránavichi en Bielorrusia. El rabino Wasserman fue asesinado durante el Holocausto. El rabino Elchonon Wasserman (1875-1941) fue un rabino prominente y un gran rosh yeshivá, era uno de los discípulos más íntimos del Jafetz Jaim, era un estudioso y un erudito de la santa Torá, era bien conocido por ser un rabino antisionista y oponerse totalmente al sionismo.

## Asesinado durante el Holocausto
El rabino Wasserman fue capturado y asesinado por los batallones lituanos el 12 de Tamuz del año 1941, en el séptimo fuerte de la Fortaleza de Kaunas, junto con otros doce rabinos, cuando fue detenido hizo esta declaración:

"En el Cielo parece que nos tienen por justos porque nuestros cuerpos han sido elegidos para expiar al pueblo judío. Por lo tanto, debemos arrepentirnos ahora, inmediatamente. No hay mucho tiempo. Debemos tener en cuenta que seremos mejores ofrendas si nos arrepentimos. De esta manera salvaremos las vidas de nuestros hermanos en el extranjero. No debemos dejar que ningún pensamiento entre en nuestras mentes, Dios no lo quiera, que sea abominable y que haga que una ofrenda no sea apta. Ahora estamos cumpliendo la mayor Mitzvá. Con fuego Jerusalén fue destruida y con fuego será reconstruida. El mismo fuego que consume nuestros cuerpos reconstruirá un día al pueblo judío.

Estamos siendo ofrecidos como sacrificios ante el Creador, aceptemos con amor su decreto para así salvar las vidas de nuestros hermanos en América, y que no lleguen las garras de los nazis hasta ellos."

## Obras talmúdicas
El rabino Wasserman escribió grandes e importantes obras talmúdicas, las cuales siguen estudiándose actualmente, estas obras son materia de estudio en las yeshivot (plural de yeshivá) ubicadas alrededor del mundo, algunas de estas obras son las siguientes:
- Kovetz Heoros
- Kovetz Shiurim
- Kovetz Maamarim

- Datos: Q2737824
- Multimedia: Elchanan Wasserman / Q2737824